# クイーンズ・マギル対抗戦

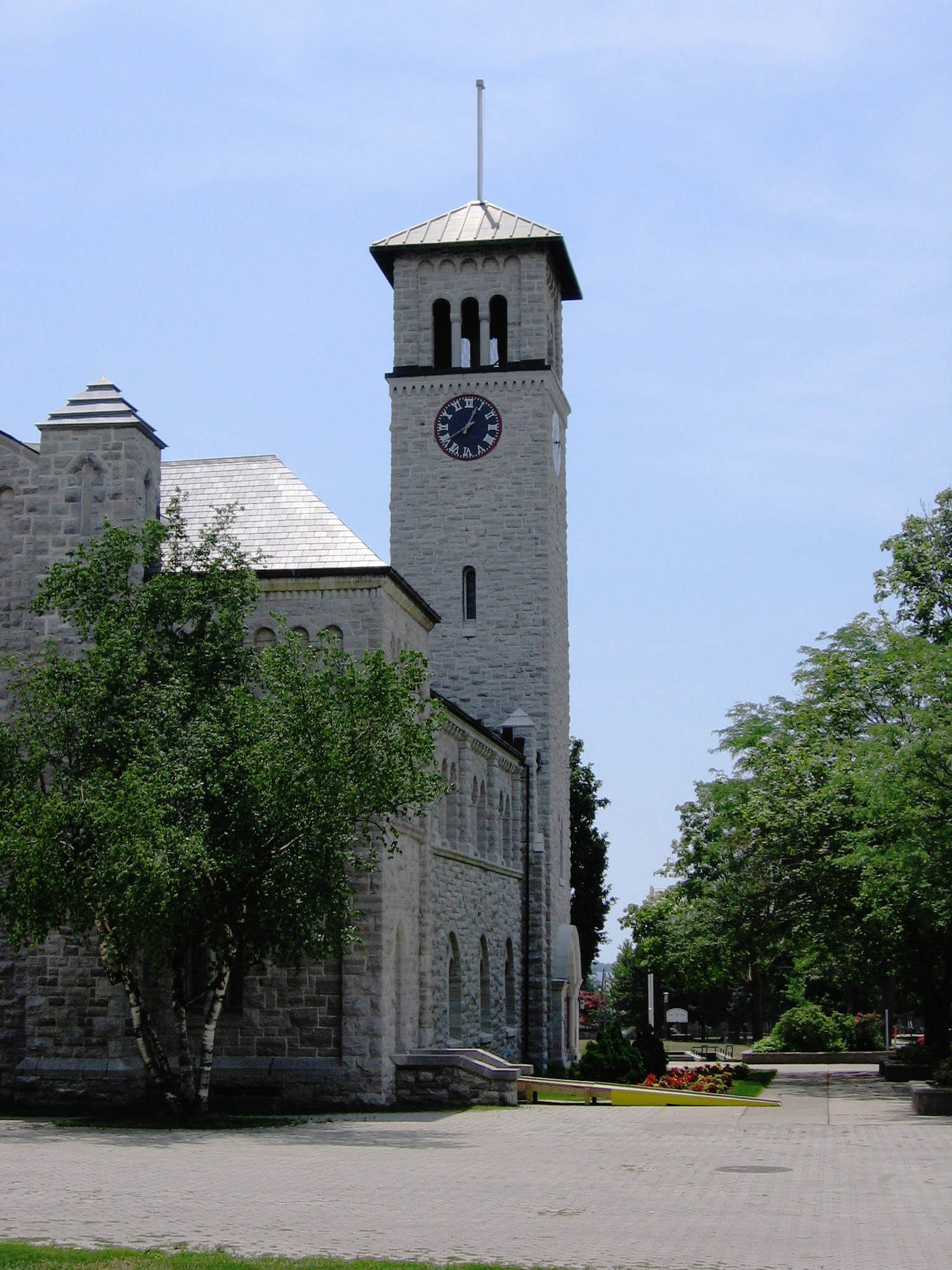
クイーンズ大学のシンボル、グラント・ホール

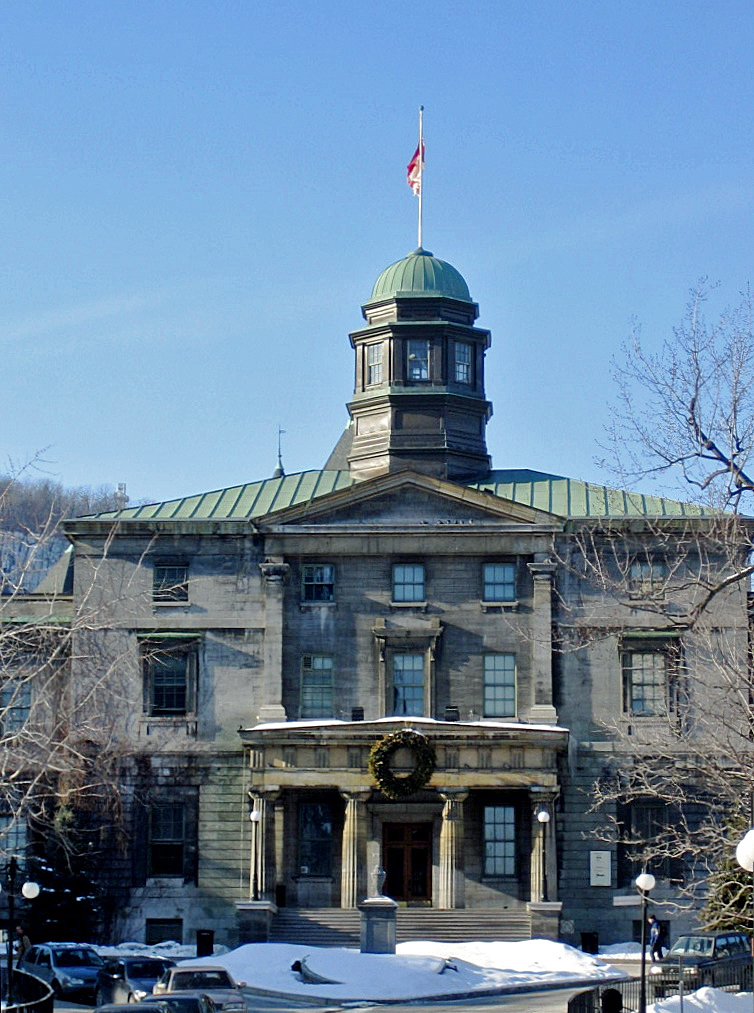
マギル大学で最古かつ最も目立つ建物、アーツ・ビルディング

クイーンズ・マギル対抗戦（クイーンズ・マギルたいこうせん、Queen's-McGill rivalry）とは、カナダ中部における名門の大学であるクイーンズ大学とマギル大学間の、学業・スポーツの両面にわたる対抗戦を指す呼称である。両校ともに、スポーツ競技や愛校心、また学業面においても名門としての長い歴史を持っている。
この呼称における校名の順序は何ら定まったものではなく、クイーンズ大学側では「クイーンズ・マギル」、マギル大学側では「マギル・クイーンズ」のように、それぞれに自らの校名を先に並べることがほとんどであるが、本項では便宜上「クイーンズ・マギル」の表記で統一する。

## クイーンズ大学とマギル大学の類似点
クイーンズ大学とマギル大学はカナダ国内においては非常によく知られている。ともに公立大学であり、一部政府からの補助金で運営されている。1867年のカナダ連邦成立以前の創立であり、カナダの大学では最も歴史の古い2校である。また、両校揃ってスコットランドの由来であり、イギリス王室の王立憲章によって創設されたという共通点がある。
クイーンズ大学・マギル大学ともに、それぞれが誇る歴史の多くの部分を残すことに傾注しており、外部の人間、ときには内部の人間にさえも奇妙に映る伝統の数々を保持している。
学生1人あたりの寄付基金はクイーンズ大学がカナダ国内2位、マギル大学が4位で、ともにカナダで最も資金力のある大学のうちの2校である。また、両校はカナダで最も先進的な研究活動をしている13大学「Group of Thirteen (G13)」に名を連ねている。さらに、両校はトロント大学・ウェスタンオンタリオ大学とともに、毎年開催されるサッカートーナメント戦「Old Four (IV)」に出場している。

## スポーツ対抗戦

### ホッケー

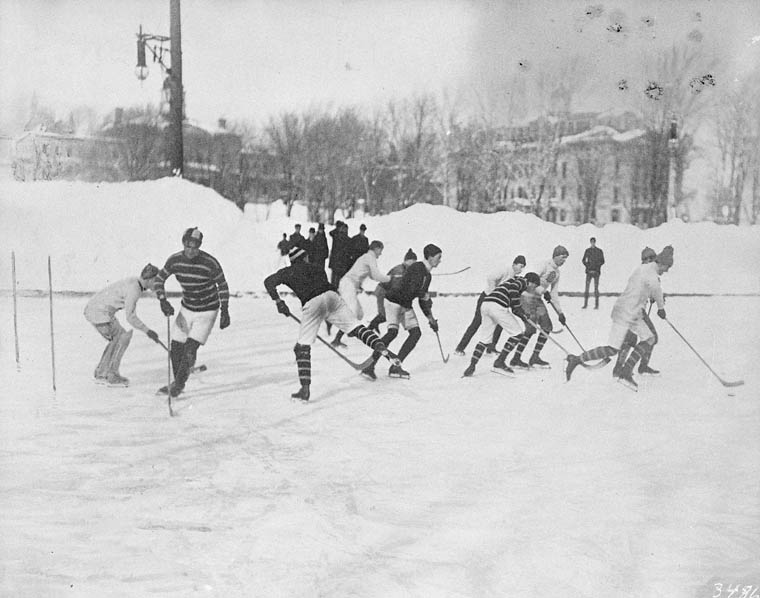
マギル大学でのアイスホッケーの試合の様子、1901年

クイーンズ大学とマギル大学のホッケー対抗戦は、1895年2月2日、クイーンズ大学が6-5でマギル大学を破ったキングストンでの試合にまでさかのぼる。これは、現在も続いているホッケーの対抗戦としては、1886年に始まった「クイーンズ大学対王立軍事大学 (RMC) 戦」と1892年からの「マギル大学対RMC戦」、1894年からの「トロント大学対クイーンズ大学戦」に続き、歴史上4番目に古いものである。
クイーンズ大学は1886年にRMCと史上初のホッケー大学対抗戦を行なっているが、一方のマギル大学では1877年にホッケーチームが結成されており、アイスホッケーの考案・発展にも彼らが重要な役割を果たしている。
クイーンズ大学の学生たちは、マギル大学との対戦を「打倒マギル (Kill McGill) 戦」と呼び、敵地で開催の際も大挙してやってきて、自チーム「クイーンズ・ゴールデンゲールス」を応援する。また、「マギル・レッドメン」（男子チーム）・「マギル・マートレッツ」（女子チーム）を応援するマギル大学の学生たちも、相手側主催のときはクイーンズ大学へ満員のバスで乗り込み、会場の3分の1近くを埋めることがある。

### フットボール

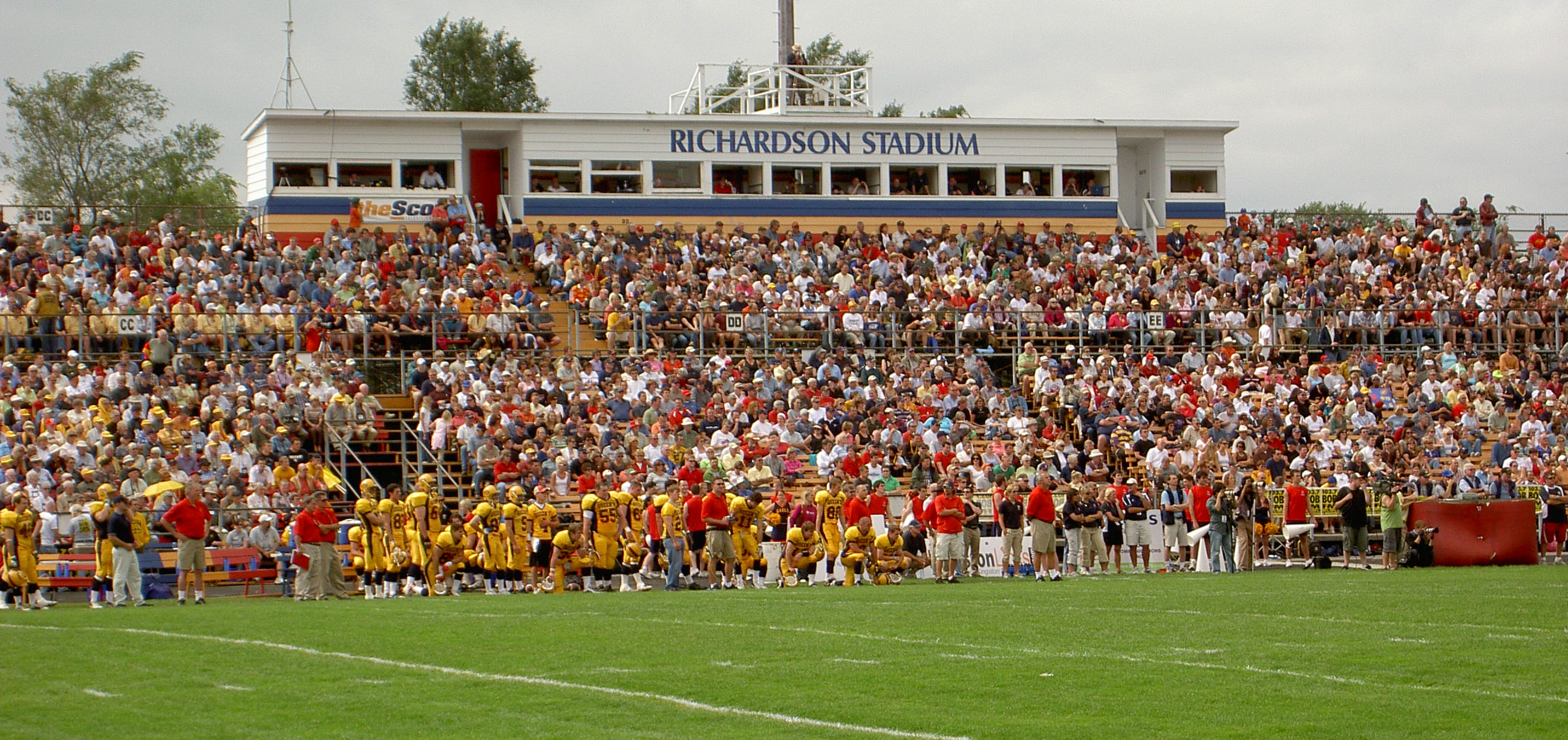
クイーンズ大学フットボールチーム「ゴールデンゲールス」

2000年までは、「打倒マギル戦」とは実際にはカナディアンフットボールの試合のことを指していた。2001年、カナダの大学スポーツリーグが再編され、クイーンズ大学がオンタリオ大学アスレティックスに、マギル大学がケベック学生スポーツ連盟に編入となったことで、1884年から続いていた両校によるフットボールの対抗戦は幕を下ろした。
これらの試合では、クイーンズ大学の学生たちが「Kill McGill」と叫び、一方のマギル大学側は「Queens fucks sheep」（マギル大学がある大都会モントリオールと比べて、クイーンズ大学のキングストンは田舎だと揶揄したもの）と返すのが常であった。また、応援にやってきたクイーンズ大学の学生が、マギル大学キャンパスの路上に「Queens Forever」「McGill Sucks」といったスローガンを書いて回ることも多く見られた。

### ボート（クイーンズ・マギル・チャレンジ）
1996年、クイーンズ大学・マギル大学両校のボートチームが「クイーンズ・マギル・チャレンジ・ボートレース」を構想したことで、翌年より両校のボート対抗戦が正式に始まった。このレースは、イギリスのオックスフォード大学とケンブリッジ大学のボート対抗戦「ザ・ボート・レース」にならったもので、ハーバード大学・イェール大学のレガッタ競争（Harvard-Yale Regatta）のカナダ版とも称される。
1997年に開催された第1回のレースは、モントリオールのオリンピック競技場を舞台に、2,000mレースと500mダッシュで争われた。今日においては、5,000mレースに続いて500mスプリントという形式で実施されている。
レースはマギル大学とクイーンズ大学が1年ごとに交代で主催する形で、毎年4月下旬に行なわれる。男子レースの優勝チームに「チャレンジ・ブレード」、女子レースの優勝チームに「チャレンジ・トロフィー」、そして男女の合計ポイントで争う総合優勝校に「D・ローン・ゲイルズ・チャレンジカップ」が授与される。

#### 過去の対戦成績
| 年   | 男子 チャレンジ・ブレード | 女子 チャレンジ・トロフィー | D・ローン・ゲイルズ チャレンジカップ |
| ---- | ------------------------- | --------------------------- | ------------------------------------ |
| 1997 | マギル                    | ...                         | マギル                               |
| 1998 | マギル                    | ...                         | マギル                               |
| 1999 | マギル                    | マギル                      | マギル                               |
| 2000 | マギル                    | クイーンズ                  | クイーンズ                           |
| 2001 | クイーンズ                | クイーンズ                  | クイーンズ                           |
| 2002 | マギル                    | クイーンズ                  | クイーンズ                           |
| 2003 | マギル                    | クイーンズ                  | マギル                               |
| 2004 | クイーンズ                | クイーンズ                  | クイーンズ                           |
| 2005 | クイーンズ                | クイーンズ                  | クイーンズ                           |
| 2006 | クイーンズ                | マギル                      | クイーンズ                           |
| 2007 | クイーンズ                | クイーンズ                  | クイーンズ                           |

### バスケットボール
カナダ初の大学間バスケットボールの試合もマギル対クイーンズ戦であった。この試合は1904年2月6日にキングストンで開催され、延長戦の末にマギルが9-7で勝利した。

## 学業面での競争
カナダの大学における両雄と見なされている両校は、教員・学生レベルにおいても表彰や資金集め、就職において常に競争を繰り広げている。
クイーンズ大学・マギル大学ともに非常に強力な卒業生のネットワークを有しており、数多くの優秀な科学者・政治家・財界のリーダーを卒業生に抱えている。一般的にマギル大学の卒業生には科学者や芸術家が、クイーンズ大学では政財界の人物が多いと思われることがあるが、実際にはマギル大学も著名なCEOや、首相経験者2人を含む政治家を多数輩出しており、またクイーンズ大学からも芸術家・ミュージシャン・科学者のOBが出ている。クイーンズ大学 (カナダ)#著名な卒業生、マギル大学#著名な卒業生も参照。

### ランキング
近年、教育・研究の質、設備投資、中退率などの基準によって国内・世界の異なる大学をランク付けした大学間ランキングの人気の高まりによって、カナダの大学もこれに影響を受けるようになっている。クイーンズ大学・マギル大学ともに常にランキングの上位につけており、カナダ国内のランキングにおいては必ずトップ5以内にあるが、個別の部門ごとではしばしば他の大学・研究機関の追い上げにあっている。
上海交通大学が発表している世界研究大学ランキングなどでは、概してマギル大学のほうがクイーンズ大学よりも上位にあることが多いが、これはマギル大学が研究活動や自然科学分野により力を入れているためであると考えられている。クイーンズ大学は伝統的に学部教育を重視し、学部の学生数を少人数に抑えて、学生数に対する教員数の比率を高く保っている。
Maclean's誌は毎年、「学生・教員の比率」「学生1人あたりの図書館の所蔵書数」「利用できる奨学金の種類」「クラスの規模」「終身在職権を持つ教員数」などといった指標に基づいてカナダの大学を評価している。2006年のランキングでは、薬学・医学部門においてマギル大学が1位、クイーンズ大学が2位であった。
また、Times Higher Education Supplementの2007年版ランキングでは、マギル大学がカナダ国内の大学で1位、世界全体で12位であった。クイーンズ大学は世界全体で88位とされた。

## 「北のハーバード」の称号
クイーンズ大学・マギル大学は、ともに「北のハーバード大学」と称される。2002年に、マギル大学の学生新聞がニューズウィーク誌の記事を引いて「マギル大学は北のハーバードであるとはよく言われること」としたことが発端となって論議を呼んだ。クイーンズ大学側は「ハーバードとの共通点は我々のほうが多く、また学生たちも自ら“北のハーバード”と呼びならわしている」と反論した。これに対して、マギル大学のシャピロ校長は「National Post」紙上で「我々は自分たちのことを“ハーバード”などと呼んだことは一度もない。これは自分自身で名乗ることが許されるようなものではなく、第三者が評価すべきことである」と発言した。この騒動を皮肉って、マギル大学の一部の学生が「Harvard - America's McGill」という文字の入ったTシャツを売り出し、人気を呼んだ。
また、トロント大学も「北のハーバード」と呼ばれることがある。

## 協力体制
以上のような熾烈な対抗戦を繰り広げている両校であるが、一方では成功している出版部「McGill-Queen's University Press」を共同で運営している。
両校はまた、前述のG13に属する他の11大学とともに「G13 Data Exchange (G13DE)」へも参加している。G13DEは参加する各大学の研究責任者で構成されており、公式・非公式のデータや情報の交換を通じて、それぞれの大学・機関が担う任務の開発・強化を助けることが目的である。